# Pfarrkirche Lengau

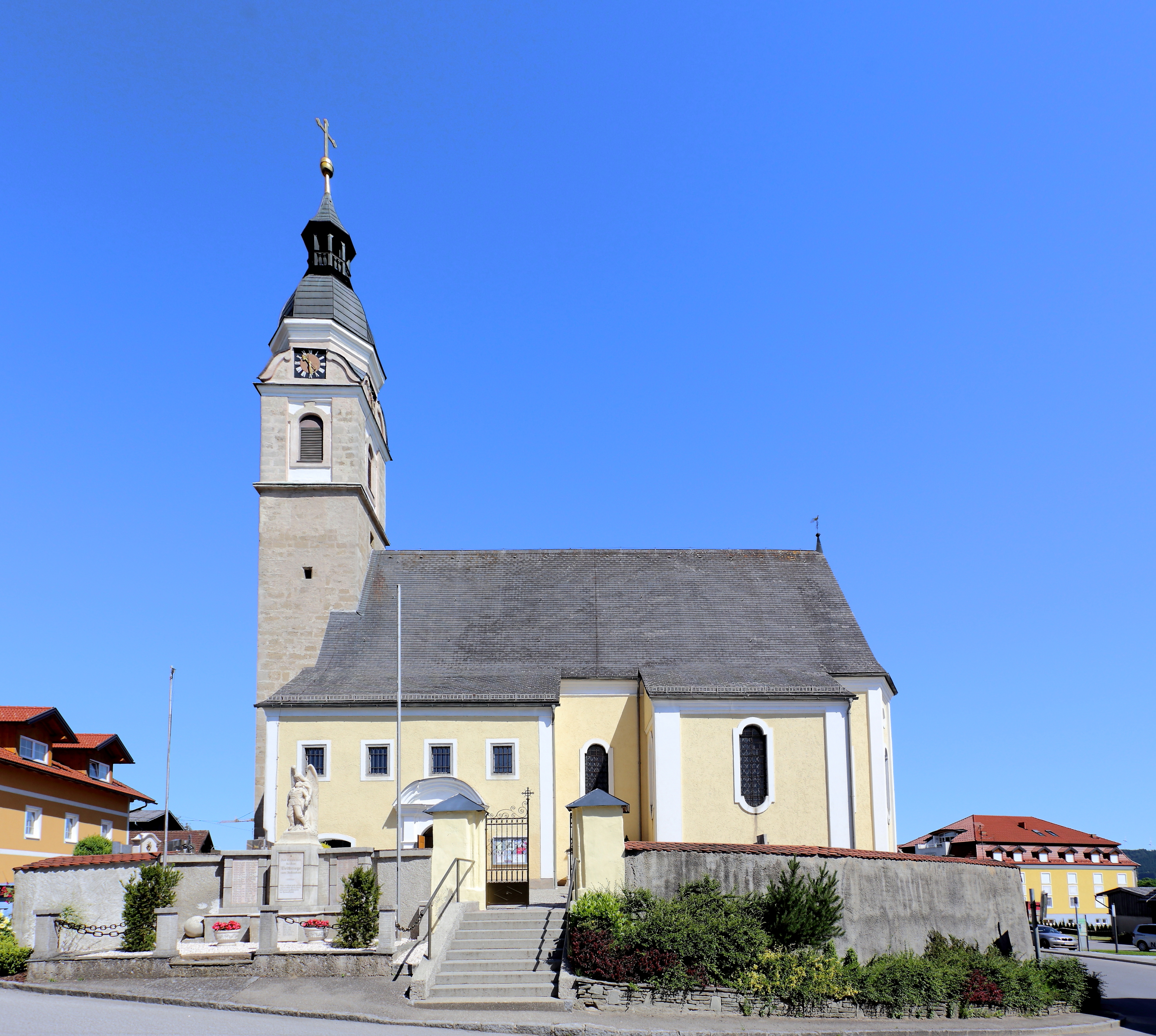
Kath. Pfarrkirche hl. Jakob der Ältere in Lengau

Innenraum, Blick zum Chor

Innenraum, Blick zur Empore

Die römisch-katholische Pfarrkirche Lengau steht in der Gemeinde Lengau im Bezirk Braunau am Inn in Oberösterreich. Die auf den heiligen Jakobus den Älteren geweihte Kirche gehört zum Dekanat Mattighofen in der Diözese Linz. Der Kirchenbau und der Friedhof und das Kriegerdenkmal stehen unter Denkmalschutz.

## Geschichte
Die im Kern gotische Kirche wurde um die Mitte des 17. Jahrhunderts barockisiert. Die Kirche wurde 1951 restauriert.

## Architektur
An das einschiffige dreijochige stichkappentonnengewölbte Langhaus schließt ein eingezogener einjochiger kreuzgewölbter Chor mit einem Dreiachtelschluss an. Der Westturm mit einem spätgotischen profilierten Portal zur Turmhalle trägt einen Zwiebelhelm. Der Turm zeigt an der Südwand ein wohl romanisches figurales Bruchstück.

## Ausstattung
Der barocke Hochaltar aus dem zweiten Viertel des 18. Jahrhunderts mit einem Tabernakel zeigt ein Gemälde hl. Michael der Maulbertsch-Schule aus dem dritten Drittel des 18. Jahrhunderts. Der rechte Seitenaltar als Kreuz-Altar trägt eine figurale Gruppe Kreuzabnahme in der Art des Daniele da Volterra, wohl von einem Schwanthaler gemalt. Der linke Seitenaltar trägt einen Rokoko-Tabernakel. Der Fuß der Kanzel ist spätgotisch.
Es gibt eine Glocke aus 1524.